# Argamania aereus
Argamania aereus är en stekelart som beskrevs av Papp 1989. Argamania aereus ingår i släktet Argamania och familjen bracksteklar. Inga underarter finns listade.